# 杜奈 (滨海边疆区)
杜奈（羅馬化：Dunay），旧称什科托沃-22（Шкотово-22），是俄罗斯滨海边疆区的市级镇，属封闭城市福基诺市管辖，地处滨海边疆区南部，东临彼得大帝湾，在福基诺西南、边疆区首府符拉迪沃斯托克（海参崴）东南方。
该地2022年人口有7,692人；2010年人口7,581人；2002年人口8,599人。